# Esofagusperforation
Esofagusperforation innebär att en perforation (ett hål) bildats i esofagus (matstrupen). Orsaker kan vara att den drabbade satt i halsen, har en tumör i matstrupen som gjort att matstrupen blivit skör, kraftiga kräkningar eller som en komplikation vid kirurgiska ingrepp. Om tillståndet är en följd av kräkningar kallas det Boerhaaves syndrom. Om tillståndet åtgärdas i tidigt skede kan hålet sys över eller så kan en stent opereras in. Om det går lång tid mellan uppkomst och behandling kan dock en större operation bli nödvändig. Då kan esofagusresektion (kirurgiskt borttagande av delar av esofagus) vara nödvändigt. Patienten blir då beroende av parenteral nutrition eller sondmatning för att få i sig näring. Det är möjligt att efter esofagusresektion konstruera en "ny" matstrupe, men detta är möjligt först efter att matstrupen läkt efter resektionen. Detta tar vanligen minst 6 månader.